# Habenaria triplonema
Habenaria triplonema är en orkidéart som beskrevs av Rudolf Schlechter. Habenaria triplonema ingår i släktet Habenaria och familjen orkidéer. Inga underarter finns listade i Catalogue of Life.